# Municipio de Lowell (Nebraska)
El municipio de Lowell (en inglés: Lowell Township) es un municipio ubicado en el condado de Kearney en el estado estadounidense de Nebraska. En el año 2010 tenía una población de 173 habitantes y una densidad poblacional de 1,59 personas por km².

## Geografía
El municipio de Lowell se encuentra ubicado en las coordenadas 40°38′35″N 98°48′31″O / 40.64306, -98.80861. Según la Oficina del Censo de los Estados Unidos, el municipio tiene una superficie total de 109.1 km², de la cual 109,1 km² corresponden a tierra firme y (0 %) 0 km² es agua.

## Demografía
Según el censo de 2010, había 173 personas residiendo en el municipio de Lowell. La densidad de población era de 1,59 hab./km². De los 173 habitantes, el municipio de Lowell estaba compuesto por el 99,42 % blancos, el 0,58 % eran afroamericanos. Del total de la población el 0,58 % eran hispanos o latinos de cualquier raza.